# Campeonato Mundial de Tenis de Mesa de 2027
El LIX Campeonato Mundial de Tenis de Mesa se celebrará en Astaná (Kazajistán) en el añoe 2027 bajo la organización de la Federación Internacional de Tenis de Mesa (ITTF) y la Federación Kazaja de Tenis de Mesa.